# NGC 574
NGC 574 (również PGC 5544) – galaktyka spiralna z poprzeczką (SBb), znajdująca się w gwiazdozbiorze Rzeźbiarza. Odkrył ją John Herschel 1 września 1834 roku.